# Eriksgata
Eriksgate er betegnelse for en hyldningsrejse gennem de svenske landskaber, som Middelalderens valgkonger måtte foretage, inden de kunne tiltræde deres embede.

## Middelalderens svenske kongevalg
For at en svensk konge kunne være lovligt valgt, skulle han opfylde tre betingelser:
- Han skulle være valgt på Mora Sten.
- Han skulle have gennemført sin Eriksgata.
- Han skulle være kronet.

Kongevalget foregik således:
Selve valget skete på Mora Sten på Mora Ting i Uppland. Tinget lå ved vejen mod Stockholm omtrent 10 km syd for Uppsala.
Derefter fulgte selve Eriksgata, hvor kongen med uret skulle besøge de syv landskaber Södermanland, Östergötland, Småland (Tiohärad), Västergötland, Närke, Västmanland og Uppland. Der var mange ritualer, der skulle overholdes. Som en påmindelse om tidligere tiders fjendskab mellem landskaberne skulle der f.eks. udveksles gidsler ved landskabernes grænser.
Tilbage i Uppland skulle kongen krones af ærkebiskoppen i Uppsala Domkirke.
Gustav Vasa indførte arvekongedømmet i Sverige i 1544, og Eriksgata mistede dermed sin juridiske betydning.

## Eriksgata i nutidens Sverige
I nutiden kaldes visse kongelige besøg i landskaberne for Eriksgata, men disse besøg er ikke krævede i de svenske grundlove.